# Тепловка (приток Тока)
Тепловка — река в России, протекает в Бузулукском районе Оренбургской области. Устье реки находится в 30 км по левому берегу реки Ток. Исток реки находится в Гремучем лесу. Длина реки составляет 13 км. Имеет правый приток (Мачала).

## Данные водного реестра
По данным государственного водного реестра России относится к Нижневолжскому бассейновому округу, водохозяйственный участок реки — Самара от Сорочинского гидроузла до водомерного поста у села Елшанка, речной подбассейн реки — Подбассейн отсутствует. Речной бассейн реки — Волга от верховий Куйбышевского вдхр. до впадения в Каспий.
По данным геоинформационной системы водохозяйственного районирования территории РФ, подготовленной Федеральным агентством водных ресурсов:
- Код водного объекта в государственном водном реестре — 11010001012112100007164
- Код по гидрологической изученности (ГИ) — 112100716
- Код бассейна — 11.01.00.010
- Номер тома по ГИ — 12
- Выпуск по ГИ — 1